# Micromacronus
Micromacronus – monotypowy rodzaj ptaków z rodziny chwastówkowatych (Cisticolidae).

## Występowanie
Rodzaj obejmuje gatunki występujące na Filipinach.

## Morfologia
Długość ciała 7–8 cm, masa ciała 5,5 g.

## Systematyka

### Etymologia
Greckie  mikros – mały; rodzaj Macronus Jardine & Selby, 1835, tymalka.

### Podział systematyczny
Takson włączony do rodziny chwastówkowatych na podstawie badań filogenetycznych. Do rodzaju należy jeden gatunek:
- Micromacronus leytensis – tymaleczka

Część ujęć systematycznych wyróżnia jeszcze M. (l.) sordidus (tymaleczka myszata), takson wyodrębniany z M. leytensis.